# Chlorophonia cyanea
La clorofonia nucablu o tangara verde nucablu (Chlorophonia cyanea (Thunberg, 1822)) è un uccello passeriforme della famiglia dei Fringillidi.

## Etimologia
Il nome scientifico della specie, cyanea, deriva dal latino cyaneus, a sua volta derivato dal greco κύανος (kyànos, "ciano"), col significato di "blu scuro", in riferimento alla livrea di questi uccelli, alla quale è dovuto anche il loro nome comune.

## Descrizione

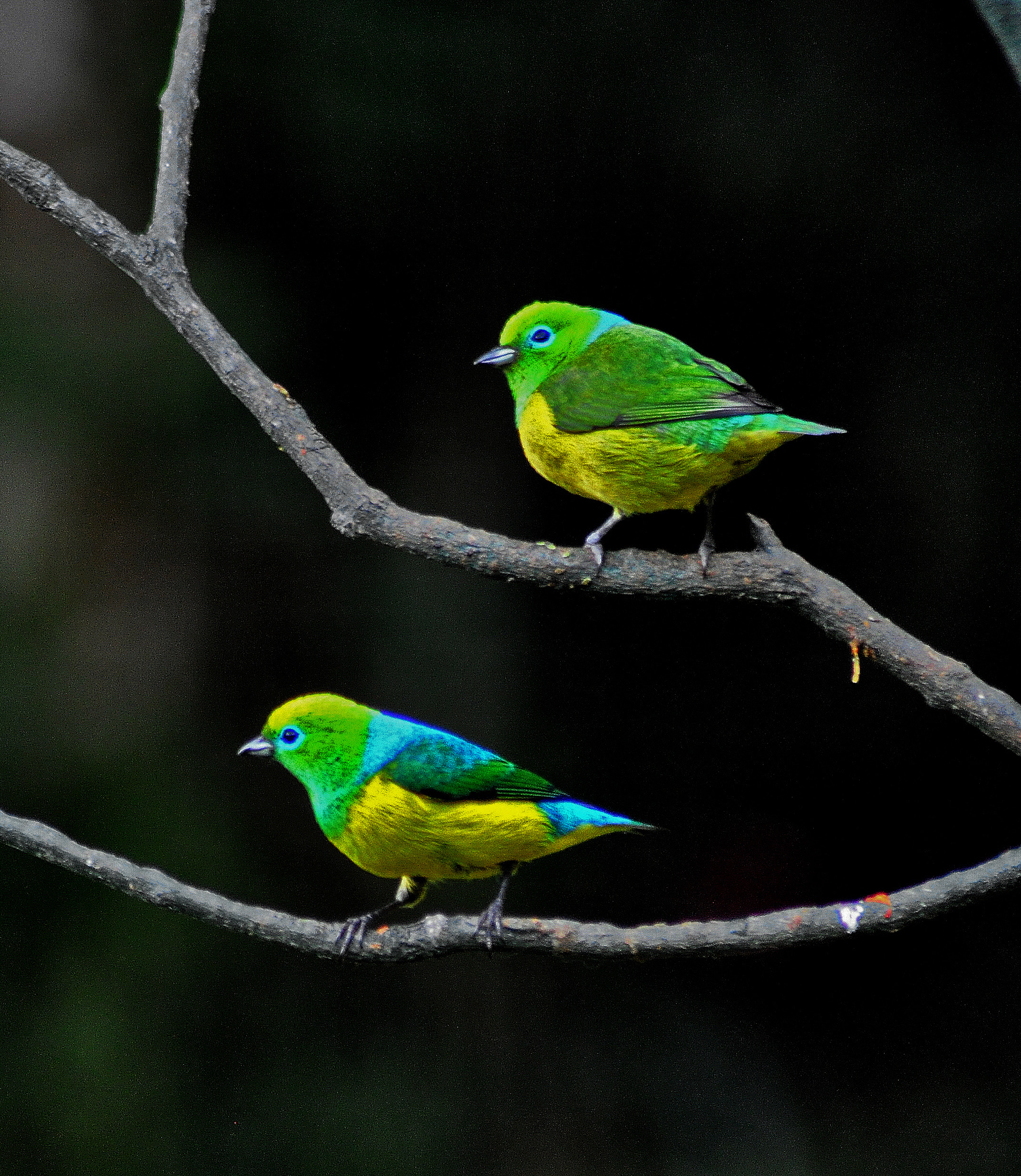
Coppia in Brasile: maschio in basso.

### Dimensioni
Misura 11 cm di lunghezza, per 11-15 g di peso.

### Aspetto
Si tratta di un uccelletto dall'aspetto robusto e paffuto, munito di testa arrotondata, corto becco conico dalla punta lievissimamente ricurva, ali appuntite e corta coda squadrata.
Il piumaggio è molto distintivo e ricorda quello della bandiera brasiliana, cosa che frutta a questi uccelli il nome locale di bandeirinha, "bandierina": la testa, la groppa e le ali sono infatti di colore verde brillante (queste ultime con remiganti primarie dalle punte nerastre), ventre, fianchi e sottocoda sono di color giallo oro, così come dello stesso colore sono fronte e calotta, mentre petto, spalle, dorso e codione sono di colore azzurro. Il dimorfismo sessuale è presente e ben evidente, con le femmine più robuste e munite di colorazione meno vivace (minore estensione del giallo cefalico e dell'azzurro) rispetto ai maschi.

In ambedue i sessi le zampe ed il becco sono di colore nerastro, mentre gli occhi sono di colore bruno scuro con cerchio perioculare azzurro brillante.

## Biologia

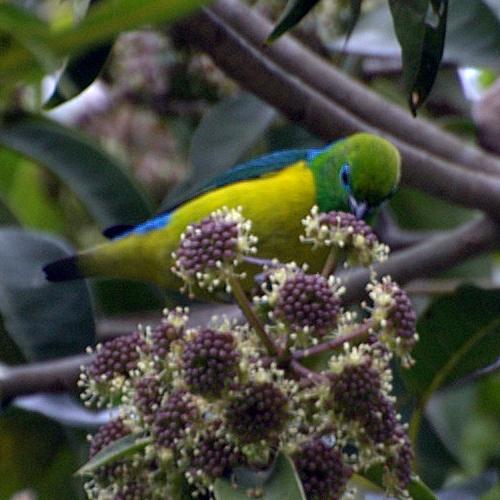
Maschio si nutre a San Paolo.

Questi uccelli hanno abitudini diurne e tendenzialmente solitarie, spostandosi al massimo in coppie e passando la maggior parte della giornata alla ricerca di cibo, muovendosi con circospezione fra il folto delle chiome degli alberi.

### Alimentazione

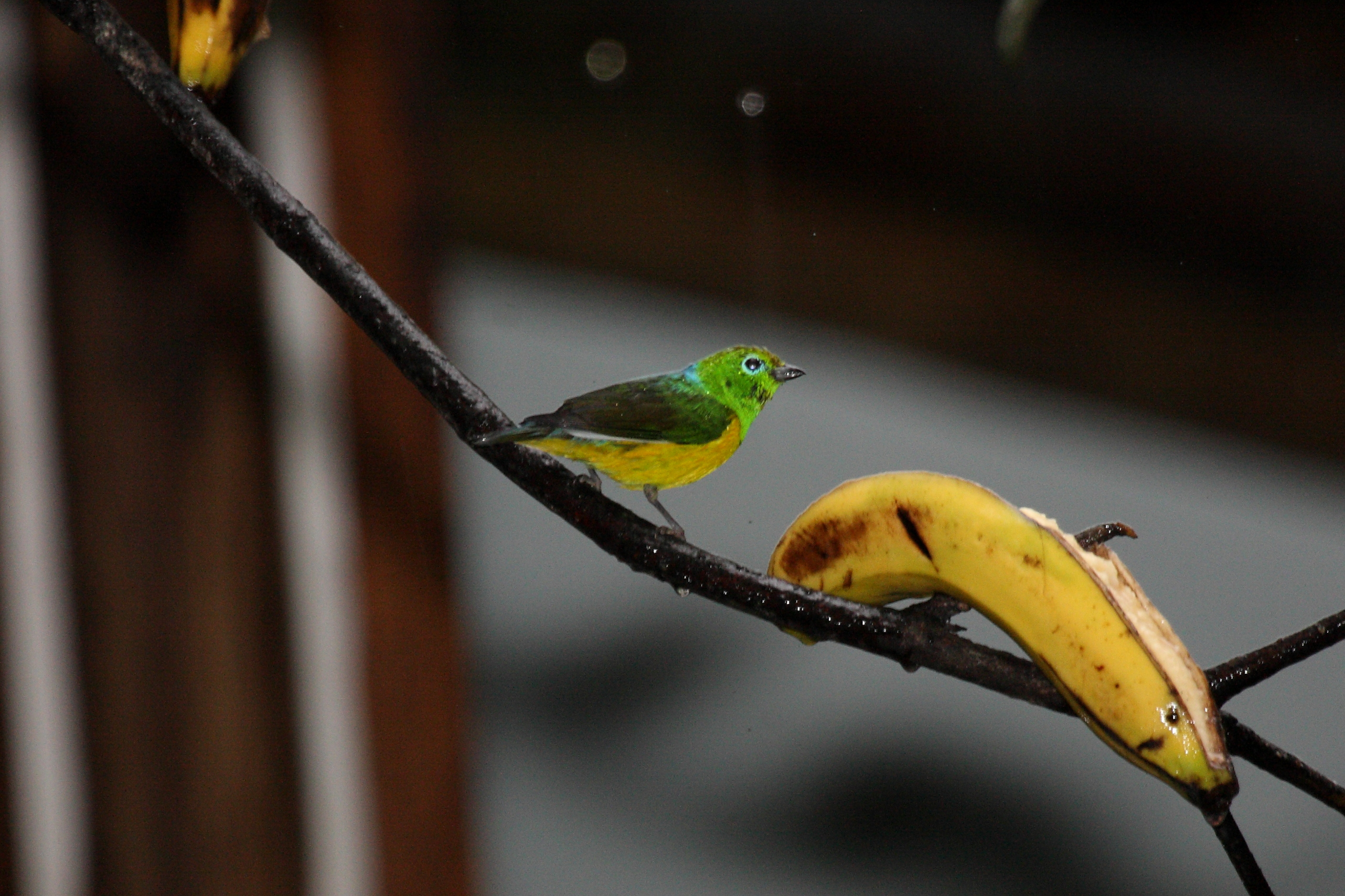
Esemplare si nutre ad Aguas Calientes.

Si tratta di uccelli frugivori, la cui dieta comprende bacche e frutti di una varietà di piante (soprattutto Miconia), nonché (sebbene in percentuale trascurabile) anche semi, insetti ed altri piccoli invertebrati.

### Riproduzione
Le clorofonie nucablu sono uccelli monogami, il cui periodo riproduttivo comprende i primi sei mesi dell'anno: le coppie collaborano sia nella costruzione del nido (che ha forma ovoidale, viene edificato fra i rami degli alberi e si costituisce di rametti e licheni nella parte esterna, mentre la cavità interna è foderata di piumino e materiale morbido) che nell'alimentazione della prole, mentre la cova è a carico esclusivo della femmina, che però viene imbeccata dal maschio durante le due settimane d'incubazione.

I pulli sono ciechi ed implumi alla schiusa, ma sono in grado d'involarsi attorno alle tre settimane di vita e possono dirsi indipendenti dopo circa un mese dalla nascita.

## Distribuzione e habitat

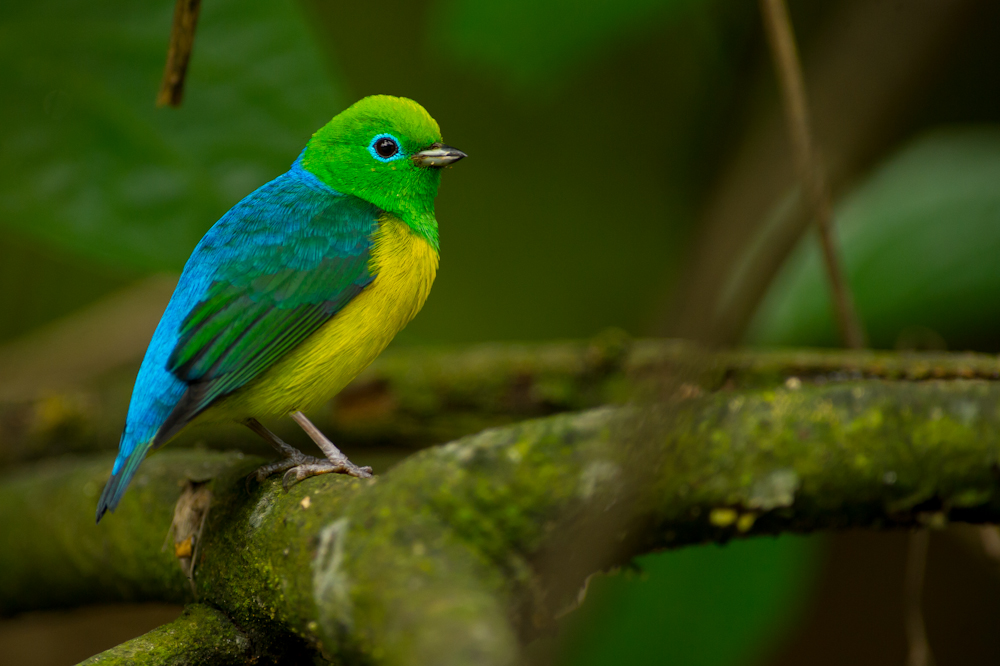
Esemplare in natura.

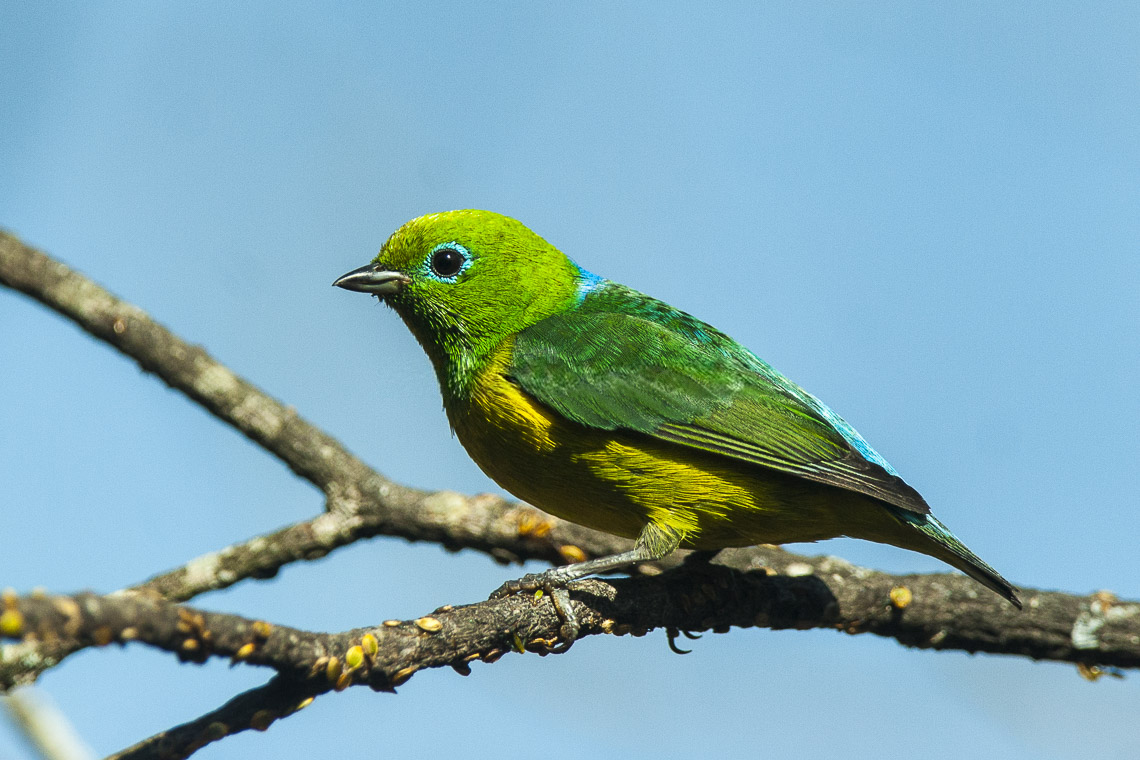
Femmina a Itatiaia.

La specie, sebbene con areale disgiunto, è presente in buona parte dell'America meridionale centro-settentrionale, popolando l'area fra sud del Brasile e Paraguay orientale, la porzione occidentale del Massiccio della Guyana, l'area costiera del Venezuela e l'arco andino dalla Colombia alla Bolivia.
L'habitat della specie è rappresentato dalle aree di foresta pluviale pedemontane e di pianura, delle quali le clorofonie nucablu popolano la canopia, nonché le zone di confine con la foresta secondaria, le piantagioni o le aree con vegetazione arborea un po' più rada.

## Tassonomia

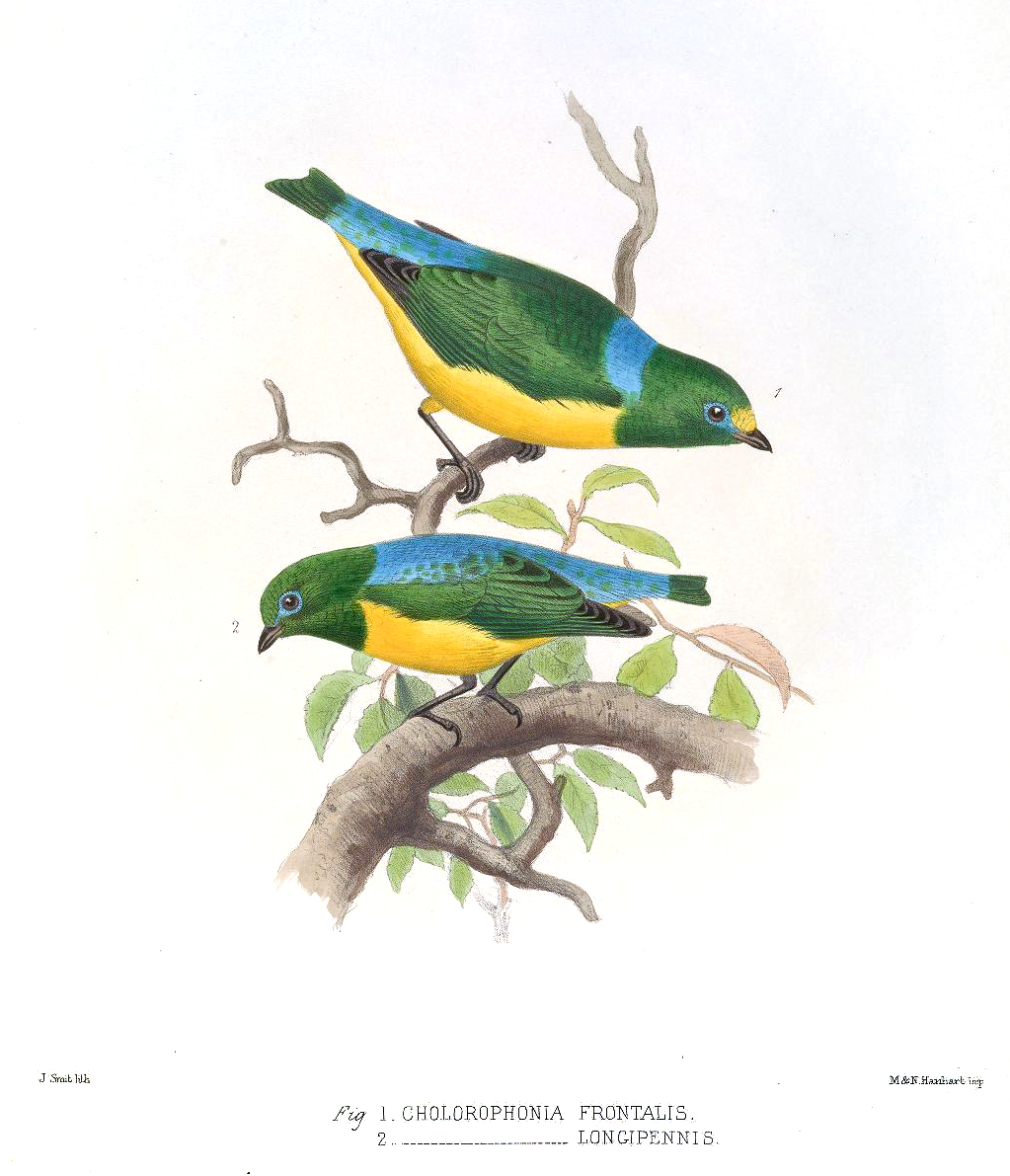
Illustrazione di coppia delle sottospecie longipennis (in alto) e frontalis a cura di John Smit.

Se ne riconoscono sette sottospecie:
- Chlorophonia cyanea cyanea (Thunberg, 1822) - la sottospecie nominale, diffusa in Brasile sud-orientale (a sud dello stato di Bahia), Paraguay orientale e Argentina nord-orientale (provincia di Misiones);
- Chlorophonia cyanea psittacina Bangs, 1902 - endemica della Sierra Nevada de Santa Marta;
- Chlorophonia cyanea frontalis (Sclater, 1851) - diffusa lungo la linea costiera del Venezuela settentrionale (dallo stato di Falcón e Lara fino al Miranda);
- Chlorophonia cyanea minuscula Hellmayr, 1922 - diffusa negli stati di Anzoátegui, Monagas e Sucre;
- Chlorophonia cyanea roraimae Osbert Salvin & Godman, 1884 - diffusa fra i tepui del massiccio della Guyana, dal Venezuela meridionale alla Guyana occidentale;
- Chlorophonia cyanea intensa Zimmer, 1943 - diffusa lungo il versante occidentale della Cordigliera Occidentale, fra i dipartimenti di Caldas e Valle del Cauca;
- Chlorophonia cyanea longipennis (Du Bus de Gisignies, 1855) - diffusa dall'estremo nord-ovest del Venezuela attraverso il versante occidentale delle Ande in Colombia, Ecuador e Perù, a sud fino alla Bolivia centro-occidentale (Cochabamba e Santa Cruz).

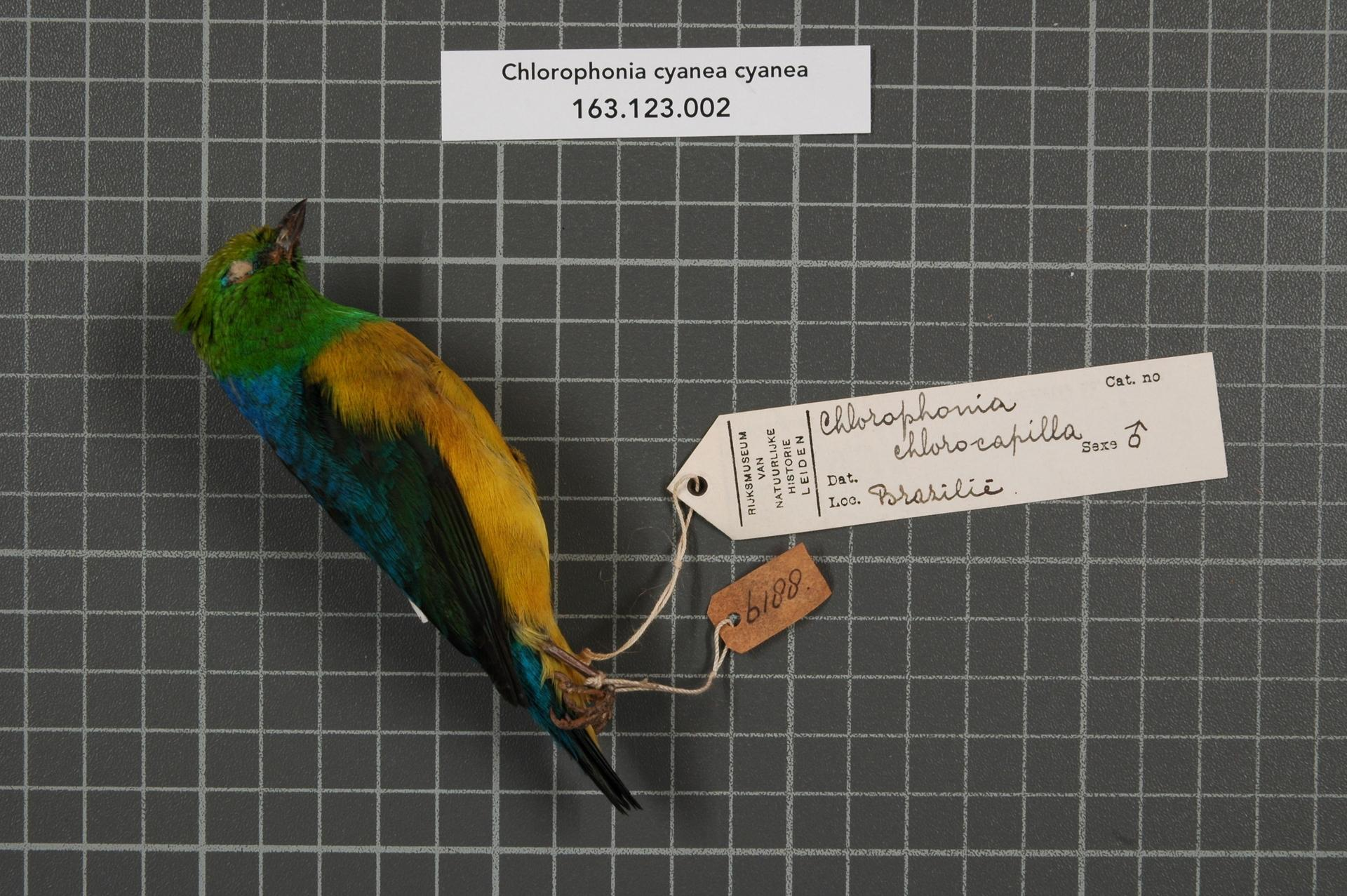
Maschio impagliato della sottospecie nominale.
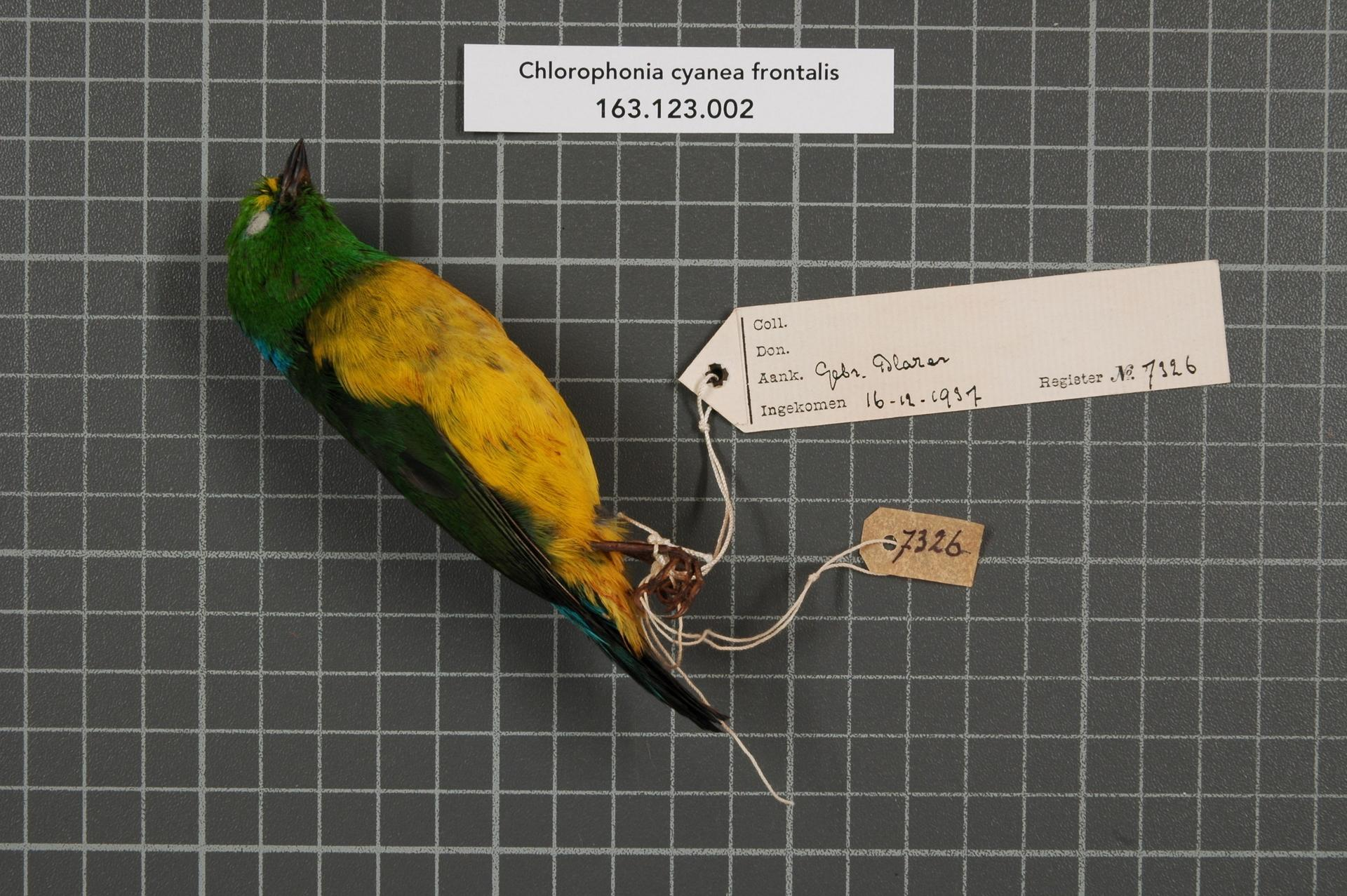
Maschio impagliato della sottospecie frontalis.
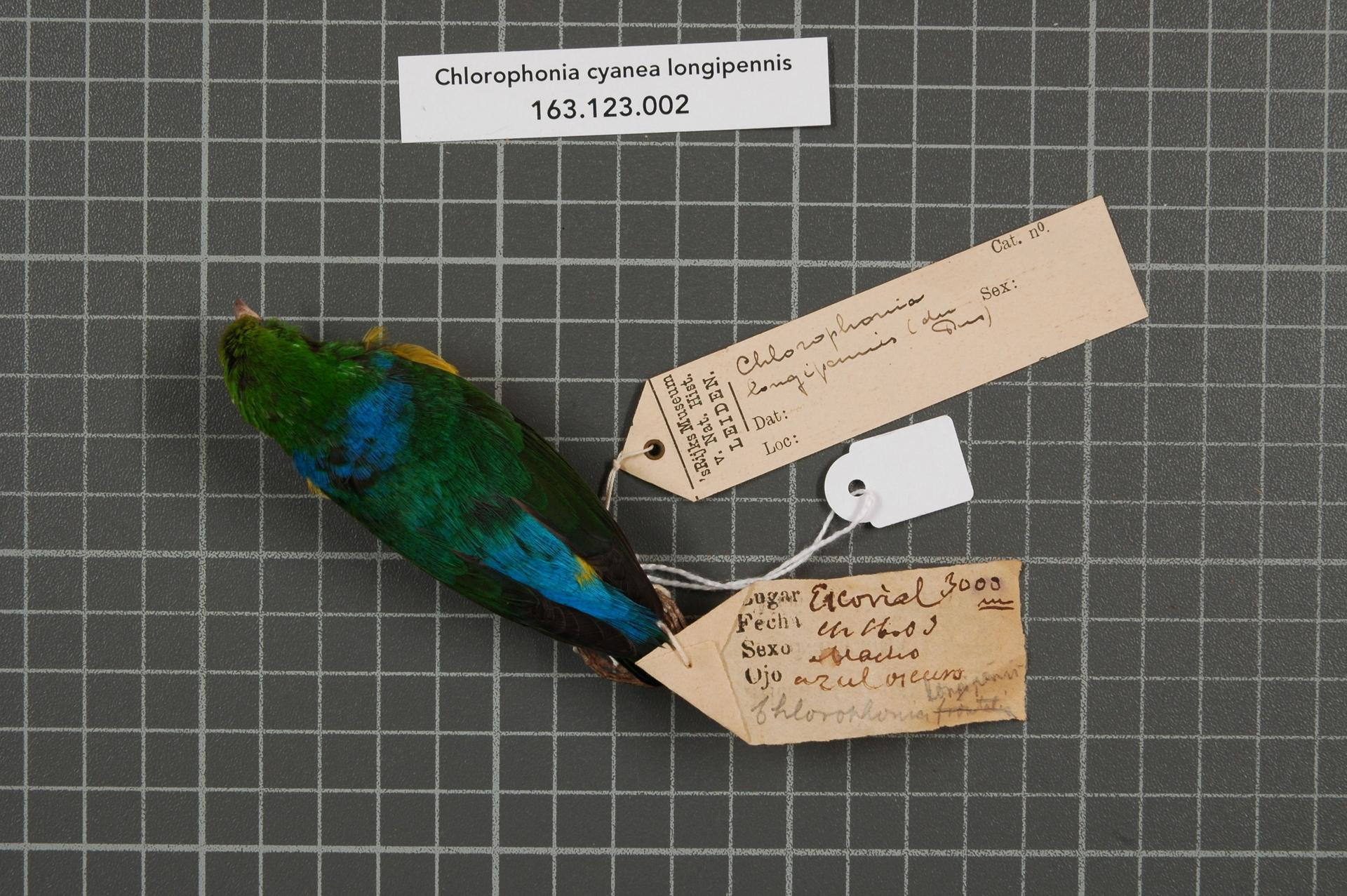
Maschio impagliato della sottospecie longipennis.

Dato l'areale disgiunto e l'isolamento delle varie sottospecie, alcuni autori proporrebbero l'elevazione di almeno alcune di esse al rango di specie a sé stanti: tuttavia, la forte somiglianza fra le varie sottospecie (in particolare frontalis, minuscula e psittacina) e l'elevata corrispondenza delle vocalizzazioni lasciano pensare che il processo di speciazione allopatrica non si sia ancora compiuto, e che la specie sia quindi unitaria.